# Josef Zissels
Josef Samoilovitj Zissels (ukrainska: Йо́сиф Самуї́лович Зі́сельс), född 2 december 1946 i Tasjkent, Uzbekiska SSR, Sovjetunionen, är en ukrainsk judisk ledare. Han är vice ordföande för Judiska världskongressen och ordförande för den ukrainska judiska organisationen Vaad.